# 1. FC Heidenheim
1. FC Heidenheim 1846 er en tysk fodboldklub fra byen Heidenheim an der Brenz i Baden-Württemberg. Klubben spiller på nuværende tidspunkt i  Bundesligaen, den bedste række i Tyskland.

## Historie
Fodboldklubben opstod som en afdeling i Heidenheimer Sportbund, en sportsklub som blev grundlagt i 1846. Fodboldklubben separerede fra sportsklubben i 2007 for at kunne blive professionel.
Klubben vandt 2. Bundesligaen i 2022-23 sæsonen på yderst dramatisk vis, da de scorede to mål i overtiden af sæsonens sidste kamp imod Jahn Regensburg. Hermed rykkede klubben for første gang i sin historie op i den bedste tyske række.

## Nuværende trup
Oversigten er opdateret til og med 22. maj 2025.
| Nr. | Land      | Position | Spiller                                 |
| --- | --------- | -------- | --------------------------------------- |
| 1   | Tyskland  | MM       | Kevin Müller                            |
| 2   | Tyskland  | FO       | Marnon Busch                            |
| 3   | Tyskland  | MI       | Jan Schöppner                           |
| 4   | Tyskland  | FO       | Tim Siersleben (Lånt fra VfL Wolfsburg) |
| 5   | Tyskland  | FO       | Benedikt Gimber                         |
| 6   | Tyskland  | FO       | Patrick Mainka (Anfører)                |
| 8   | Brasilien | AN       | Leo Scienza                             |
| 9   | Tyskland  | AN       | Stefan Schimmer                         |
| 10  | Tyskland  | MI       | Paul Wanner                             |
| 12  | Georgien  | AN       | Budu Zivzivadze                         |
| 13  | Tyskland  | MI       | Frans Krätzig                           |
| 14  | Tyskland  | AN       | Maximilian Breunig                      |
| 16  | Tyskland  | MI       | Julian Niehues                          |

| Nr. | Land     | Position | Spiller            |
| --- | -------- | -------- | ------------------ |
| 17  | Østrig   | AN       | Mathias Honsak     |
| 18  | Tyskland | AN       | Marvin Pieringer   |
| 19  | Tyskland | FO       | Jonas Föhrenbach   |
| 20  | Tyskland | MI       | Luca Kerber        |
| 21  | Tyskland | MI       | Adrian Beck        |
| 22  | Tyskland | MM       | Vitus Eicher       |
| 23  | Tyskland | FO       | Omar Traoré        |
| 25  | Tyskland | AN       | Christopher Negele |
| 27  | Tyskland | FO       | Thomas Keller      |
| 30  | Tyskland | MI       | Norman Theuerkauf  |
| 31  | Tyskland | AN       | Sirlord Conteh     |
| 34  | Østrig   | MM       | Paul Tschernuth    |
| 36  | Tyskland | MI       | Luka Janes         |
| 39  | Tyskland | MI       | Niklas Dorsch      |
| 40  | Tyskland | MM       | Frank Feller       |

Udlånt
| Nr. | Land     | Position | Spiller                                      |
| --- | -------- | -------- | -------------------------------------------- |
| -   | Tyskland | MI       | Merveille Biankadi (Udlånt til 1860 München) |

| Nr. | Land     | Position | Spiller                              |
| --- | -------- | -------- | ------------------------------------ |
| -   | Tyskland | AN       | Florian Pick (Udlånt til Ingolstadt) |